# Final Four Euroliga 2009
Esta edición de la Final Four del baloncesto europeo será recordada por dos días apasionantes de competición que vieron cómo Panathinaikos BC conquistaba su 5º entorchado y su entrenador, Želimir Obradović, se alzaba con su 7º título continental personal. El 3º en formato de Euroliga y 4 anteriores en formato de Copa de Europa (con el KK Partizan en 1992, el Club Joventut de Badalona en 1994, Real Madrid CF en 1995 y el propio Panathinaikos BC en el año 2000).
Berlín fue anunciada como sede de la Final Four 2009, en los momentos previos a la conferencia de prensa tradicional que FIBA Europa suele organizar en el día de descanso de una Final Four. De esta forma, el 2 de mayo de 2008, la capital germana conocía que sería la sucesora de la final madrileña entre el CSKA de Moscú y el Maccabi Tel Aviv.
Las autoridades berlinesas eligieron al O2 World Arena para albergar esta edición de la Final Four. El O2 World está en el barrio de Friedrichstrain, cerca de la East Side Gallery, uno de los más grandes pedazos de muro que quedan en la ciudad. Es un estadio cubierto que se inauguró en septiembre de 2008. Se llama así porque Telefónica (O2) de Alemania compró los derechos del proyecto y se pudo adjudicar el nombre.
Puede albergar a 17.000 personas, y se celebran partidos de hockey sobre hielo y de baloncesto, balonmano, así como conciertos. Alrededor hay un terreno con infraestructuras destinadas a la diversión como cines, bares, un teatro, un hotel e incluso un casino.
Existen otros O2 por Europa, en Londres, Dublín o Praga. El más grande y más famoso es el de Londres con una capacidad de 23.000 espectadores.

## El camino hacia la Final Four
Los cuatro equipos clasificados para la Final Four 2009 de Berlín fueron:
- Regal FC Barcelona
- PBC CSKA Moscú
- Olympiacos BC
- Panathinaikos BC

La trayectoria y resultados cosechados por los 4 equipos a lo largo de todas las fases del campeonato 2008-2009 de la Euroliga se pueden resumir en la siguiente tabla:
| Equipo             | 1ª Fase                  | Top-16                   | Cuartos de final (Rival)       |
| ------------------ | ------------------------ | ------------------------ | ------------------------------ |
| Regal FC Barcelona | 1º Grupo B (9 PG - 1 PP) | 1º Grupo F (5 PG - 1 PP) | TAU Cerámica (Serie: 3-2)      |
| PBC CSKA Moscú     | 1º Grupo D (7 PG - 3 PP) | 1º Grupo H (5 PG - 1 PP) | Partizan Igokea (Serie: 3-0)   |
| Olympiacos BC      | 2º Grupo A (6 PG - 4 PP) | 1º Grupo E (5 PG - 1 PP) | Real Madrid CF (Serie: 3-1)    |
| Panathinaikos BC   | 3º Grupo B (7 PG - 3 PP) | 1º Grupo G (5 PG - 1 PP) | Montepaschi Siena (Serie: 3-1) |

Nota: PG= Partido Ganado / PP= Partido Perdido.

## Plantillas
Los clubes participantes se inscribieron con las siguientes plantillas:
| Regal FC Barcelona   |
| Ent.: Xavier Pascual |
| Jugador Estrella:    |

| N.º | Posición  | Fecha Nac. | Jugador             | Altura (m) | Peso (kg) | Procedencia          | Año Fichaje |
| --- | --------- | ---------- | ------------------- | ---------- | --------- | -------------------- | ----------- |
| 5   | Escolta   | 24/01/75   | Gianluca Basile     | 1.92       | 91        | Fortitudo Bologna    | 2005        |
| 6   | Base      | 21/02/82   | Andre Barrett       | 1.78       | 78        | Los Angeles Clippers | 2008        |
| 8   | Ala-Pivot | 05/11/80   | Jordi Trías         | 2.06       | 92        | Casademont Girona    | 2005        |
| 9   | Alero     | 07/04/80   | Luboš Bartoň        | 2.02       | 98        | DKV Joventut         | 2008        |
| 10  | Base      | 09/07/78   | Jaka Lakovič        | 1.86       | 83        | Panathinaikos BC     | 2006        |
| 11  | Escolta   | 13/06/80   | Juan Carlos Navarro | 1.92       | 91        | Memphis Grizzlies    | 2008        |
| 13  | Pivot     | 23/06/80   | David Andersen      | 2.12       | 111       | PBC CSKA Moscú       | 2008        |
| 17  | Pivot     | 01/05/83   | Fran Vázquez        | 2.09       | 108       | Akasvayu Girona      | 2006        |
| 21  | Alero     | 15/05/87   | Ersan Ilyasova      | 2.06       | 94        | Milwaukee Bucks      | 2007        |
| 24  | Base      | 08/03/84   | Víctor Sada         | 1.92       | 92        | Akasvayu Girona      | 2008        |
| 25  | Pivot     | 24/06/76   | Daniel Santiago     | 2.16       | 120       | Unicaja Málaga       | 2008        |
| 44  | Escolta   | 14/07/78   | Roger Grimau        | 1.96       | 92        | Caprabo Lleida       | 2003        |

| N.º | Posición  | Fecha Nac. | Jugador             | Altura (m) | Peso (kg) | Procedencia           | Año Fichaje |
| --- | --------- | ---------- | ------------------- | ---------- | --------- | --------------------- | ----------- |
| 6   | Escolta   | 16/08/83   | Nikos Zisis         | 1.97       | 98        | Benetton Treviso      | 2007        |
| 7   | Alero     | 31/01/84   | Victor Keyru        | 2.00       | 102       | UNICS Kazan           | 2008        |
| 8   | Ala-Pívot | 13/12/79   | Matjaž Smodiš       | 2.05       | 106       | Virtus Bolonia        | 2005        |
| 9   | Alero     | 10/09/78   | Ramūnas Šiškauskas  | 1.98       | 95        | Panathinaikos BC      | 2007        |
| 10  | Base      | 10/08/76   | John Robert Holden  | 1.85       | 84        | AEK Atenas            | 2002        |
| 12  | Pívot     | 21/02/84   | Erazem Lorbek       | 2.10       | 111       | Virtus Roma           | 2008        |
| 20  | Ala-Pívot | 17/07/87   | Andrey Vorontsevich | 2.07       | 107       | Lokomotiv Novosibirsk | 2006        |
| 21  | Escolta   | 13/05/76   | Trajan Langdon      | 1.92       | 95        | FC Dinamo Moscú       | 2005        |
| 24  | Pívot     | 08/05/85   | Sasha Kaun          | 2.11       | 113       | Universidad de Kansas | 2008        |
| 31  | Alero     | 03/08/82   | Viktor Khryapa      | 2.06       | 99        | Chicago Bulls         | 2008        |
| 34  | Base      | 12/09/82   | Zoran Planinić      | 2.01       | 88        | TAU Cerámica Vitoria  | 2008        |
| 44  | Ala-Pívot | 11/01/79   | Terence Morris      | 2.07       | 102       | Maccabi Tel Aviv      | 2008        |

| PBC CSKA Moscú       |
| Ent.: Ettore Messina |
| Jugador Estrella:    |

| Olympiacos BC              |
| Ent.: Panagiotis Giannakis |
| Jugador Estrella:          |

| N.º | Posición  | Fecha Nac. | Jugador                | Altura (m) | Peso (kg) | Procedencia            | Año Fichaje |
| --- | --------- | ---------- | ---------------------- | ---------- | --------- | ---------------------- | ----------- |
| 4   | Base      | 08/05/77   | Theodoros Papaloukas   | 2.00       | 90        | PBC CSKA Moscú         | 2008        |
| 5   | Escolta   | 25/05/81   | Michalis Pelekanos     | 1.98       | 90        | Real Madrid CF         | 2008        |
| 6   | Alero     | 20/06/83   | Josh Childress         | 2.03       | 95        | Atlanta Hawks          | 2008        |
| 7   | Pívot     | 14/06/78   | Nikola Vujčić          | 2.11       | 110       | Maccabi Tel Aviv       | 2008        |
| 8   | Escolta   | 14/04/86   | Igor Milošević         | 1.93       | 88        | Estrella Roja Belgrado | 2008        |
| 9   | Ala-Pívot | 17/11/83   | Ioannis Bourousis      | 2.15       | 127       | FC Barcelona           | 2006        |
| 10  | Escolta   | 24/01/84   | Yotam Halperin         | 1.96       | 95        | Maccabi Tel Aviv       | 2008        |
| 11  | Base      | 23/10/79   | Lynn Greer             | 1.88       | 80        | Milwaukee Bucks        | 2007        |
| 14  | Pívot     | 31/05/85   | Ian Vougioukas         | 2.11       | 122       | Rethymno BC            | 2008        |
| 16  | Ala-Pívot | 22/02/85   | Georgios Printezis     | 2.06       | 102       | Olympia Larissa BC     | 2007        |
| 17  | Ala-Pívot | 11/01/85   | Zoran Erceg            | 2.11       | 111       | FMP Železnik           | 2008        |
| 18  | Base      | 19/03/87   | Miloš Teodosić         | 1.95       | 86        | FMP Železnik           | 2007        |
| 21  | Pívot     | 22/06/85   | Sofoklis Schortsanitis | 2.08       | 143       | Aris Salónica BC       | 2005        |
| 24  | Escolta   | 22/10/79   | Jannero Pargo          | 1.88       | 79        | Dinamo Moscú           | 2009        |

| N.º | Posición  | Fecha Nac. | Jugador              | Altura (m) | Peso (kg) | Procedencia       | Año Fichaje |
| --- | --------- | ---------- | -------------------- | ---------- | --------- | ----------------- | ----------- |
| 5   | Escolta   | 06/11/77   | Dušan Kecman         | 1.97       | 93        | Partizan Belgrado | 2008        |
| 6   | Base      | 07/08/82   | Vasileios Spanoulis  | 1.93       | 95        | Houston Rockets   | 2007        |
| 7   | Alero     | 07/08/84   | Stratos Perperoglou  | 2.03       | 102       | Panionios BC      | 2007        |
| 8   | Ala-Pívot | 21/11/77   | Mike Batiste         | 2.04       | 113       | Memphis Grizzlies | 2003        |
| 9   | Ala-Pívot | 01/04/81   | Antonis Fotsis       | 2.09       | 110       | Dinamo Moscú      | 2008        |
| 10  | Alero     | 26/05/77   | Nikos Hatzivrettas   | 1.97       | 95        | PBC CSKA Moscú    | 2003        |
| 11  | Escolta   | 17/05/81   | Drew Nicholas        | 1.93       | 82        | Efes Pilsen SK    | 2008        |
| 12  | Ala-Pívot | 17/10/79   | Kostas Tsartsaris    | 2.10       | 113       | Peristeri BC      | 2002        |
| 13  | Alero     | 06/05/80   | Dimitris Diamantidis | 1.98       | 100       | Iraklis BC        | 2004        |
| 14  | Pívot     | 03/01/86   | Nikola Peković       | 2.10       | 120       | Partizan Belgrado | 2008        |
| 15  | Ala-Pívot | 22/04/86   | Dušan Šakota         | 2.11       | 104       | Panionios BC      | 2008        |
| 19  | Base      | 05/03/76   | Šarūnas Jasikevičius | 1.93       | 90        | G.S. Warriors     | 2007        |

| Panathinaikos BC        |
| Ent.: Želimir Obradović |
| Jugador Estrella:       |

## Calendario y Resultados
Semifinales, 1 de mayo de 2009.
Semifinal 1: Regal FC Barcelona, 78 - PBC CSKA Moscú, 82 .
Semifinal 2: Olympiacos BC, 82 - Panathinaikos BC, 84 .

Partido por el 3º Puesto, 3 de mayo de 2009.
Olympiacos BC, 79 - Regal FC Barcelona, 95 .

Gran Final, 3 de mayo de 2009.
Panathinaikos BC, 73 - PBC CSKA Moscú, 71 .

## Partidos

### Semifinal 1
| Semifinal 1       | Regal FC Barcelona                                                 | 78–82                                  | PBC CSKA Moscú                                                       |                                                                                             |  |
| 1 de mayo de 2009 | Parciales: 21-12, 15-20, 20-22, 22-28.                             | Parciales: 21-12, 15-20, 20-22, 22-28. | Parciales: 21-12, 15-20, 20-22, 22-28.                               |                                                                                             |  |
|                   | Estadísticas David Andersen, 24 Daniel Santiago, 6 Jaka Lakovič, 5 | Pts Reb Asts                           | Estadísticas Ramūnas Šiškauskas, 29 Viktor Khryapa, 9 J.R. Holden, 4 | Asistencia: 13.238 espectadores Árbitros: Lazaros Voreadis, Shmuel Bachar y Ilija Belošević |  |

| NOTA: Leyenda de las tablas de Estadística. |
| Min: Minutos jugados / Ptos: Puntos / T2: Tiros de 2 puntos (ej: 2/4= 2 tiros convertidos de 4 intentos) / T3: Tiros de 3 puntos / TC: Tiros de campo sumando los de 2 y los de 3 / TL: Tiros libres / RT: Rebotes totales (suma de RD+RO) / RD: Rebotes defensivos / RO: Rebotes ofensivos / As: Asistencias / Rb: Robos de balón / Pr: Pérdidas de balón / TF: Tapones realizados / TC: Tapones recibidos / FC: Faltas cometidas / FR: Faltas recibidas / Val: Valoración (fórmula obtenida de sumar Ptos+T2 convertidos+T3 convertidos+TL convertidos+RT+As+Rb+TF+FR. A este resultado se le resta los siguientes apartados: T2 intentados-T3 intentados-TL intentados-Pr-TC-FC) / *: el jugador que tenga el asterisco al lado habrá salido en el quinteto inicial / NJ: No jugó / Equipo: son aquellas acciones de juego que no se pueden anotar en la estadística de un jugador en concreto sino a la labor colectiva de todo el equipo. |

- Estadísticas completas:[4]

| Regal FC Barcelona, 78 | Regal FC Barcelona, 78 | Regal FC Barcelona, 78 | Regal FC Barcelona, 78 | Regal FC Barcelona, 78 | Regal FC Barcelona, 78 | Regal FC Barcelona, 78 | Regal FC Barcelona, 78 | Regal FC Barcelona, 78 | Por cuartos: 21+15+20+22 | Por cuartos: 21+15+20+22 | Por cuartos: 21+15+20+22 | Por cuartos: 21+15+20+22 | Por cuartos: 21+15+20+22 | Por cuartos: 21+15+20+22 | Por cuartos: 21+15+20+22 | Por cuartos: 21+15+20+22 | Por cuartos: 21+15+20+22 | Por cuartos: 21+15+20+22 |
|                        |                        |                        |                        |                        |                        |                        |                        |                        |                          |                          |                          |                          |                          |                          |                          |                          |                          |                          |
| N.º                    | Jugador                | Min                    | Ptos                   | T2                     | T3                     | TC                     | TL                     | RT                     | RD                       | RO                       | As                       | Rb                       | Pr                       | TF                       | TC                       | FC                       | FR                       | Val                      |
| 5                      | Gianluca Basile *      | 35:53                  | 5                      | 0/2                    | 1/6                    | 1/8                    | 2/3                    | 5                      | 5                        | 0                        | 1                        | 1                        | -                        | -                        | 1                        | 3                        | 1                        | 1                        |
| 6                      | Andre Barrett          | NJ                     | -                      |                        |                        |                        |                        |                        |                          |                          |                          |                          |                          |                          |                          |                          |                          |                          |
| 8                      | Jordi Trías            | NJ                     | -                      |                        |                        |                        |                        |                        |                          |                          |                          |                          |                          |                          |                          |                          |                          |                          |
| 9                      | Luboš Bartoň           | 08:17                  | 2                      | 1/1                    | 0/1                    | 1/2                    | -                      | -                      | -                        | -                        | -                        | -                        | -                        | -                        | -                        | -                        | -                        | 1                        |
| 10                     | Jaka Lakovič *         | 34:16                  | 13                     | 1/2                    | 3/7                    | 4/9                    | 2/2                    | 3                      | 3                        | 0                        | 5                        | 2                        | 3                        | -                        | -                        | 1                        | 3                        | 17                       |
| 11                     | Juan Carlos Navarro *  | 22:49                  | 13                     | 1/1                    | 3/5                    | 4/6                    | 2/2                    | -                      | -                        | -                        | 2                        | -                        | 2                        | -                        | -                        | 4                        | 3                        | 10                       |
| 13                     | David Andersen *       | 34:28                  | 24                     | 6/6                    | 3/6                    | 9/12                   | 3/3                    | 4                      | 2                        | 2                        | 2                        | -                        | 3                        | 1                        | -                        | 3                        | 5                        | 27                       |
| 17                     | Fran Vázquez           | 14:09                  | 6                      | 3/4                    | -                      | 3/4                    | -                      | 2                      | 2                        | -                        | -                        | -                        | -                        | 1                        | -                        | 2                        | -                        | 4                        |
| 21                     | Ersan Ilyasova         | 12:50                  | 2                      | 1/2                    | 0/3                    | 1/5                    | -                      | 5                      | 3                        | 2                        | 2                        | -                        | 1                        | 1                        | -                        | 2                        | -                        | 3                        |
| 24                     | Víctor Sada            | 05:44                  | -                      | -                      | -                      | -                      | -                      | -                      | -                        | -                        | -                        | -                        | -                        | -                        | -                        | 1                        | -                        | -1                       |
| 25                     | Daniel Santiago *      | 18:33                  | 9                      | 3/6                    | -                      | 3/6                    | 3/3                    | 6                      | 4                        | 2                        | 2                        | -                        | -                        | -                        | -                        | 3                        | 6                        | 17                       |
| 44                     | Roger Grimau           | 13:01                  | 4                      | 2/3                    | 0/1                    | 2/4                    | -                      | 1                      | 1                        | -                        | 1                        | 2                        | 2                        | -                        | 1                        | 4                        | -                        | -1                       |
|                        | Equipo                 |                        |                        |                        |                        |                        |                        | 1                      | 1                        |                          |                          |                          |                          |                          |                          |                          |                          | 1                        |
|                        | TOTALES                | 200:00                 | 78                     | 18/27                  | 10/29                  | 28/56                  | 12/13                  | 27                     | 21                       | 6                        | 15                       | 5                        | 11                       | 3                        | 2                        | 26                       | 19                       | 79                       |

| PBC CSKA Moscú, 82 | PBC CSKA Moscú, 82   | PBC CSKA Moscú, 82 | PBC CSKA Moscú, 82 | PBC CSKA Moscú, 82 | PBC CSKA Moscú, 82 | PBC CSKA Moscú, 82 | PBC CSKA Moscú, 82 | PBC CSKA Moscú, 82 | Por cuartos: 12+20+22+28 | Por cuartos: 12+20+22+28 | Por cuartos: 12+20+22+28 | Por cuartos: 12+20+22+28 | Por cuartos: 12+20+22+28 | Por cuartos: 12+20+22+28 | Por cuartos: 12+20+22+28 | Por cuartos: 12+20+22+28 | Por cuartos: 12+20+22+28 | Por cuartos: 12+20+22+28 |
|                    |                      |                    |                    |                    |                    |                    |                    |                    |                          |                          |                          |                          |                          |                          |                          |                          |                          |                          |
| N.º                | Jugador              | Min                | Ptos               | T2                 | T3                 | TC                 | TL                 | RT                 | RD                       | RO                       | As                       | Rb                       | Pr                       | TF                       | TC                       | FC                       | FR                       | Val                      |
| 6                  | Nikos Zisis          | 03:02              | -                  | -                  | -                  | -                  | -                  | -                  | -                        | -                        | -                        | -                        | -                        | -                        | -                        | -                        | 1                        | 1                        |
| 7                  | Victor Keyru         | NJ                 | -                  |                    |                    |                    |                    |                    |                          |                          |                          |                          |                          |                          |                          |                          |                          |                          |
| 8                  | Matjaž Smodiš *      | 31:29              | 9                  | 3/9                | 1/4                | 4/13               | -                  | 3                  | 2                        | 1                        | 1                        | -                        | 3                        | -                        | 2                        | 3                        | 2                        | -2                       |
| 9                  | Ramūnas Šiškauskas   | 24:21              | 29                 | 4/8                | 4/6                | 8/14               | 9/10               | 2                  | 2                        | 0                        | -                        | -                        | -                        | -                        | -                        | -                        | 5                        | 29                       |
| 10                 | John Robert Holden * | 34:54              | 8                  | 1/6                | 1/3                | 2/9                | 3/4                | 5                  | 3                        | 2                        | 4                        | -                        | 1                        | -                        | -                        | 3                        | 2                        | 7                        |
| 12                 | Erazem Lorbek *      | 16:26              | 8                  | 3/3                | 0/1                | 3/4                | 2/4                | 2                  | 2                        | -                        | 1                        | 1                        | -                        | -                        | -                        | 4                        | 4                        | 9                        |
| 20                 | Andrey Vorontsevich  | NJ                 | -                  |                    |                    |                    |                    |                    |                          |                          |                          |                          |                          |                          |                          |                          |                          |                          |
| 21                 | Trajan Langdon *     | 32:02              | 15                 | 6/7                | -                  | 6/7                | 3/4                | 6                  | 4                        | 2                        | -                        | 2                        | 1                        | -                        | -                        | 1                        | 7                        | 26                       |
| 24                 | Sasha Kaun           | 07:43              | 4                  | 1/2                | -                  | 1/2                | 2/2                | 1                  | 1                        | -                        | -                        | -                        | 1                        | 1                        | 1                        | 2                        | 2                        | 3                        |
| 31                 | Viktor Khryapa *     | 28:26              | 9                  | 4/5                | 0/1                | 4/6                | 1/2                | 9                  | 6                        | 3                        | 2                        | 3                        | 1                        | 1                        | -                        | 4                        | 2                        | 18                       |
| 34                 | Zoran Planinić       | 07:42              | -                  | -                  | -                  | -                  | -                  | 1                  | 1                        | -                        | 1                        | -                        | -                        | -                        | -                        | 1                        | -                        | 1                        |
| 44                 | Terence Morris       | 13:55              | -                  | 0/1                | -                  | 0/1                | -                  | 3                  | 1                        | 2                        | -                        | -                        | -                        | -                        | -                        | 1                        | 1                        | 2                        |
|                    | Equipo               |                    |                    |                    |                    |                    |                    | 1                  | 1                        |                          |                          | 1                        |                          |                          |                          |                          |                          | 2                        |
|                    | TOTALES              | 200:00             | 82                 | 22/41              | 06/15              | 28/56              | 20/26              | 33                 | 23                       | 10                       | 9                        | 7                        | 7                        | 2                        | 3                        | 19                       | 26                       | 96                       |

- - Crónica:

Ettore Messina dibujó en el parqué un quinteto inicial atípico dejando a Šiškauskas en el banquillo, la tercera vez que sucedía en todo el año, en beneficio de Khryapa. La intensa defensa inicial, apoyada en transiciones y un movimiento de balón vertiginosos, le dieron las primeras ventajas al Regal FC Barcelona con un 8-2, gracias a un triple de Lakovič y otro de Navarro. El único jugador que parecía estar un poco entonado era Langdon que anotaba por parte moscovita, pero otra canasta de 3 puntos de Lakovič y otra más de Andersen, sumándose al festival, obligaron a un claro tiempo muerto de Messina con un 14-4 en contra.
El CSKA recompuso sus piezas habituales y rectificó el experimento inicial colocando a Šiškauskas en pista, que junto a Kaun y Terence Morris, le darían un quinteto más dinámico para competir contra el intenso juego inicial del equipo español. Consiguieron equilibrar el juego pero no encontraban tiros fáciles por lo que, a pesar de varias canastas procedentes de robos y buenas posiciones, no consiguieron recortar los dígitos en el marcador, llegando al final del primer cuarto con un 21-12 producto de una bandeja fácil de Grimau y otra cesta de Luboš Bartoň.
CSKA buscó una nueva solución de altura para acerarse en el marcador, colocando a Šiškauskas y Khryapa juntos como aleros, Smodiš como falso pívot y Kaun en la zona, gracias a su buen hacer del primer cuarto. La fórmula confundió al Regal Barça y tuvo que pedir tiempo muerto para cortar el 0-6 inicial que dejaba el luminoso en 21-18. El preparador del Barcelona no logró traer el ritmo a su terreno puesto que el CSKA había conseguido encontrar los ajustes defensivos necesarios con Kaun como jugador defensivo clave. Andersen, motivado por jugar contra su exequipo, dio un poco de aire a su equipo con un triple a la media vuelta desde la frontal de la zona (25-18), pero varias anotaciones de Smodiš y Langdon, este último por la señalización de la importante tercera falta de Navarro, iban acercando al CSKA. La caza llegó con unos tiros libres de Šiškauskas y un triple de Langdon, 30-30. A pesar de ello, el Regal Barcelona da un estirón final con varias canastas de Gianluca Basile, Santiago y Andersen para dejar el marcador en 36-32 en el descanso. La última canasta de Andersen tuvo que ser analizada por la repetición-instantánea para ser considerada como válida.
David Andersen, muy inspirado toda la noche, comenzó la segunda parte con un triple, más un robo con canasta de Grimau, devolvían una modesta ventaja al Regal Barcelona, 41-32. Los moscovitas daban sensación de volver al pozo del inicio del partido pero un gancho de Erazem Lorbek, su primera cesta del partido, les hizo despertar y coger nuevos bríos. Seguidamente le secundaron Langdon y Khryapa, a lo que los españoles respondieron rotando el banco para mejorar su ofensiva. Fran Vázquez y Navarro, con tres faltas, a escena. Vázquez anotó al límite de la posesión y un tiro característico de Navarro (la Bomba) les daba aire de nuevo, pero Lorbek había decidido despertar definitivamente y acertó con un triple esperanzador. Desde aquí al término del cuarto hubo intercambio constante de aciertos que llevaron al empate a 50 puntos después de un triple de Šiškauskas. Sin embargo, Daniel Santiago conseguía 2 tiros libres y volvía a poner en franquicia al Regal Barça 56-54, a falta de 10 minutos para el final del partido.
El último cuarto se convirtió en una batalla física de la que empieza a sacar mayor provecho el Regal Barcelona. Después de unos primeros compases, en donde el equipo español sigue manteniendo ventajas de 2-6 puntos, la dirección rusa decide ralentizar el ritmo del encuentro con Holden y Zoran Planinić, dos bases en pista. No se ajusta en un principio pero Messina mantiene esta estrategia y pide un tiempo muerto después de otro triple de Andersen, a la postre el mejor jugador azulgrana del encuentro. Aquí se encuentra el punto de inflexión definitivo que adelanta al CSKA Moscú en el marcador. Con menos de 7 minutos de juego, Šiškauskas anota un triple y coloca el 61-62 para los rusos, y comienza su particular recital. Continua brillando con tiros libres y otro triple muy lejano, 61-67, coronando un peligroso parcial de 0-11 para el CSKA. En el medio del parcial moscovita, Xabi Pascual opta por sacar a pista a Sada para complementar el trabajo de Lakovič y poder imponerse a la dupla de bases contrarios, Holden y Planinić.
Después del tiempo muerto español, Gianluca Basile corta el empujón ruso pero Šiškauskas vuelve a encenstar en posición acrobática. Varios intercambios de aciertos no acercan al Barcelona, 66-72. Šiškauskas vuelve a anotar pero un magnífico triple de Navarro y una canasta de Ersan Ilyasova ponen a su equipo con opciones, 71-74, a falta de 1:40 de juego.
Langdon anota y Navarro mete otro triple, 74-76. Pero vuelve a aparecer Šiškauskas con un rayo de luz encestador y un robo que posibilita a Holden colocar el definitivo 74-80. Faltando 22 segundos para el bocinazo final, el Barcelona se refugió en la estrategia de canasta y falta rápida para esperar los fallos rivales, pero Holden y Ramūnas Šiškauskas, de nuevo, no dejaron dudas.
De esta forma, Ramūnas Šiškauskas se convirtió en el jugador del partido al conseguir 18 puntos en el último cuarto para sumar un total de 29. El CSKA Moscú conseguía así clasificarse para la gran final de la Euroliga por cuarta vez consecutiva.

### Semifinal 2
| Semifinal 2       | Olympiacos BC                                                            | 82–84                                  | Panathinaikos BC                                                            | |  |
| 1 de mayo de 2009 | Parciales: 21-27, 20-16, 22-23, 19-18.                                   | Parciales: 21-27, 20-16, 22-23, 19-18. | Parciales: 21-27, 20-16, 22-23, 19-18.                                      | |  |
|                   | Estadísticas Lynn Greer, 18 Ioannis Bourousis, 7 Theodoros Papaloukas, 5 | Pts Reb Asts                           | Estadísticas Nikola Peković, 20 Batiste y Fotsis, 6 Šarūnas Jasikevičius, 5 | Asistencia: 13.238 espectadores Árbitros: Romualdas Brazauskas, Juan Carlos Arteaga y Fernando Rocha |  |

- - Estadísticas completas:[5]

| Olympiacos BC, 82 | Olympiacos BC, 82    | Olympiacos BC, 82 | Olympiacos BC, 82 | Olympiacos BC, 82 | Olympiacos BC, 82 | Olympiacos BC, 82 | Olympiacos BC, 82 | Olympiacos BC, 82 | Por cuartos: 21+20+22+19 | Por cuartos: 21+20+22+19 | Por cuartos: 21+20+22+19 | Por cuartos: 21+20+22+19 | Por cuartos: 21+20+22+19 | Por cuartos: 21+20+22+19 | Por cuartos: 21+20+22+19 | Por cuartos: 21+20+22+19 | Por cuartos: 21+20+22+19 | Por cuartos: 21+20+22+19 |
|                   |                      |                   |                   |                   |                   |                   |                   |                   |                          |                          |                          |                          |                          |                          |                          |                          |                          |                          |
| N.º               | Jugador              | Min               | Ptos              | T2                | T3                | TC                | TL                | RT                | RD                       | RO                       | As                       | Rb                       | Pr                       | TF                       | TC                       | FC                       | FR                       | Val                      |
| 4                 | Theodoros Papaloukas | 33:42             | 9                 | 3/6               | 1/2               | 4/8               | -                 | 1                 | 1                        | 0                        | 5                        | -                        | 2                        | -                        | 2                        | -                        | 2                        | 9                        |
| 5                 | Michalis Pelekanos   | NJ                | -                 |                   |                   |                   |                   |                   |                          |                          |                          |                          |                          |                          |                          |                          |                          |                          |
| 6                 | Josh Childress *     | 28:16             | 11                | 4/7               | 0/1               | 4/8               | 3/4               | 4                 | -                        | 4                        | 1                        | 3                        | 2                        | -                        | -                        | 4                        | 2                        | 10                       |
| 7                 | Nikola Vujčić *      | 26:34             | 14                | 6/12              | 0/1               | 6/13              | 2/3               | 4                 | 4                        | -                        | -                        | -                        | 3                        | 1                        | -                        | 4                        | 2                        | 6                        |
| 9                 | Ioannis Bourousis    | 16:45             | 10                | 2/5               | 1/1               | 3/6               | 3/4               | 7                 | 5                        | 2                        | -                        | -                        | 1                        | -                        | -                        | 4                        | 2                        | 10                       |
| 10                | Yotam Halperin *     | 21:07             | 4                 | 1/4               | 0/1               | 1/5               | 2/2               | 1                 | 1                        | -                        | 2                        | -                        | -                        | -                        | -                        | 2                        | 1                        | 2                        |
| 11                | Lynn Greer           | 30:37             | 18                | 3/6               | 2/3               | 5/9               | 6/7               | 3                 | 2                        | 1                        | 2                        | 1                        | -                        | -                        | 1                        | 1                        | 11                       | 28                       |
| 14                | Ian Vougioukas       | 00:53             | -                 | -                 | -                 | -                 | -                 | -                 | -                        | -                        | -                        | -                        | -                        | -                        | -                        | 2                        | -                        | -2                       |
| 16                | Georgios Printezis * | 24:26             | 9                 | 3/4               | -                 | 3/4               | 3/3               | 2                 | 2                        | -                        | 2                        | -                        | -                        | -                        | -                        | 1                        | 2                        | 13                       |
| 17                | Zoran Erceg          | 11:22             | 4                 | -                 | 1/1               | 1/1               | 1/2               | 1                 | 1                        | -                        | -                        | -                        | 1                        | -                        | -                        | -                        | 1                        | 4                        |
| 18                | Miloš Teodosić       | 02:57             | 3                 | -                 | 1/1               | 1/1               | -                 | -                 | -                        | -                        | -                        | -                        | -                        | -                        | -                        | -                        | -                        | 3                        |
| 24                | Jannero Pargo *      | 03:21             | -                 | 0/1               | 0/1               | -                 | -                 | -                 | -                        | -                        | -                        | 1                        | -                        | -                        | -                        | 2                        | -                        | -4                       |
|                   | Equipo               |                   |                   |                   |                   |                   |                   |                   |                          |                          |                          |                          |                          |                          |                          |                          |                          |                          |
|                   | TOTALES              | 200:00            | 82                | 22/44             | 06/12             | 28/56             | 20/25             | 23                | 16                       | 7                        | 12                       | 4                        | 10                       | 1                        | 3                        | 20                       | 23                       | 79                       |

| Panathinaikos BC, 84 | Panathinaikos BC, 84  | Panathinaikos BC, 84 | Panathinaikos BC, 84 | Panathinaikos BC, 84 | Panathinaikos BC, 84 | Panathinaikos BC, 84 | Panathinaikos BC, 84 | Panathinaikos BC, 84 | Por cuartos: 27+16+23+18 | Por cuartos: 27+16+23+18 | Por cuartos: 27+16+23+18 | Por cuartos: 27+16+23+18 | Por cuartos: 27+16+23+18 | Por cuartos: 27+16+23+18 | Por cuartos: 27+16+23+18 | Por cuartos: 27+16+23+18 | Por cuartos: 27+16+23+18 | Por cuartos: 27+16+23+18 |
|                      |                       |                      |                      |                      |                      |                      |                      |                      |                          |                          |                          |                          |                          |                          |                          |                          |                          |                          |
| N.º                  | Jugador               | Min                  | Ptos                 | T2                   | T3                   | TC                   | TL                   | RT                   | RD                       | RO                       | As                       | Rb                       | Pr                       | TF                       | TC                       | FC                       | FR                       | Val                      |
| 5                    | Dušan Kecman          | 00:07                | -                    | -                    | -                    | -                    | -                    | -                    | -                        | -                        | -                        | -                        | -                        | -                        | -                        | -                        | -                        | -                        |
| 6                    | Vasileios Spanoulis * | 36:13                | 18                   | 4/8                  | 2/2                  | 6/8                  | 4/4                  | 3                    | 3                        | -                        | 2                        | 1                        | 3                        | -                        | -                        | 4                        | 4                        | 17                       |
| 7                    | Stratos Perperoglou * | 13:47                | 4                    | 2/2                  | 0/1                  | 2/3                  | -                    | -                    | -                        | -                        | -                        | 2                        | 2                        | 1                        | -                        | 4                        | -                        |                          |
| 8                    | Mike Batiste          | 20:23                | 19                   | 7/9                  | -                    | 7/9                  | 5/6                  | 6                    | 2                        | 4                        | -                        | 1                        | 1                        | 1                        | 1                        | 2                        | 4                        | 24                       |
| 9                    | Antonis Fotsis *      | 30:32                | 5                    | 1/2                  | 1/2                  | 2/4                  | -                    | 6                    | 5                        | 1                        | -                        | -                        | 1                        | -                        | -                        | 1                        | -                        | 7                        |
| 10                   | Nikos Hatzivrettas    | NJ                   | -                    |                      |                      |                      |                      |                      |                          |                          |                          |                          |                          |                          |                          |                          |                          |                          |
| 11                   | Drew Nicholas *       | 15:04                | -                    | 0/1                  | 0/2                  | 0/3                  | -                    | 1                    | 1                        | -                        | 1                        | 1                        | 1                        | -                        | -                        | 2                        | 1                        | -2                       |
| 12                   | Kostas Tsartsaris     | 09:28                | -                    | -                    | -                    | -                    | -                    | 1                    | -                        | 1                        | -                        | 1                        | -                        | -                        | -                        | 1                        | -                        | 1                        |
| 13                   | Dimitris Diamantidis  | 31:53                | -                    | 0/4                  | 0/2                  | 0/6                  | -                    | 3                    | 3                        | -                        | 2                        | 1                        | 1                        | -                        | -                        | 3                        | -                        | -4                       |
| 14                   | Nikola Peković *      | 19:37                | 20                   | 7/10                 | -                    | 7/10                 | 6/7                  | 2                    | 1                        | 1                        | -                        | -                        | 2                        | -                        | -                        | 4                        | 6                        | 18                       |
| 15                   | Dušan Šakota          | NJ                   | -                    |                      |                      |                      |                      |                      |                          |                          |                          |                          |                          |                          |                          |                          |                          |                          |
| 19                   | Šarūnas Jasikevičius  | 22:56                | 18                   | 1/4                  | 4/6                  | 5/10                 | 4/4                  | 3                    | 3                        | -                        | 5                        | -                        | 1                        | 1                        | -                        | 2                        | 5                        | 24                       |
|                      | Equipo                |                      |                      |                      |                      |                      |                      | 1                    | 1                        |                          |                          |                          |                          |                          |                          |                          |                          | 1                        |
|                      | TOTALES               | 200:00               | 84                   | 22/40                | 07/15                | 29/55                | 19/21                | 26                   | 19                       | 7                        | 10                       | 7                        | 12                       | 3                        | 1                        | 23                       | 20                       | 86                       |

- - Crónica:

Olympiacos ganó el salto inicial pero el Panathinaikos comenzó a mandar en el partido gracias, en parte, a una buena defensa de Perperoglou sobre la estrella rival, Josh Childress. El pívot titular Nikola Peković le ganó la partida a su par, Vujčić, y los "verdes" del Panathinaikos se pusieron con un 0-7 de inicio. Los "rojos" del Olympiacos se metieron en el partido gracias al despertar de Vujčić y una bandeja de Childress, que les acercaba a 2 puntos, pero Panathinaikos aprovechó el ritmo rápido a través de Spanoulis con una canasta meritoria y varios tiros libres, 7-13.
Panathinaikos siguió explotando su juego interior con Mike Batiste, incluyendo un poderoso mate, y mantuvo su hegemonía en el marcador durante todo el cuarto de apertura. Panagiotis Giannakis comenzó a rotar su tradicional "sexto hombre", Papaloukas, para empezar a controlar el partido. A pesar de ello, los verdes llegaron con ventaja 21-27 debido a canastas de Spanoulis y de Šarūnas Jasikevičius.
Zoran Erceg martilleó a los rivales con un triple al comenzar el segundo cuarto, pero Peković seguía haciendo daño con su juego interior, hasta que se cargó con su segunda falta personal. En este momento, varias anotaciones de Bourousis y de su base Greer contrarrestaban poco a poco la diferencia del luminoso, dándole alas al Olympiacos, 37-39. Seguidamente, una genialidad de Papaloukas espetaba el primer empate del partido, 39-39. Spanoulis anota su primera canasta de este cuarto y Fotsis completa otro ataque que deja la ventaja para Panathinaikos por 41-43. Halperin despidió la primera parte con un tiro sobre la bocina que no llegó a entrar.
Después de la vuelta de los vestuarios, Papaloukas sirvió una asistencia a Printezis y una jugada de 3 puntos de Lynn Greer después de un pick and roll, le daban la primera delantera en el marcador al equipo del Olympiacos del Pireo. No obstante, Spanoulis, Batiste y Fotsis recolocaban a los verdes al mando con un parcial de 0-7.
Con un lógico tiempo muerto, Nikola Vujčić marca una cesta de raza y vuelve a anudar el resultado a 50-50. En este momento cada posesión de balón cobra vida propia y las defensas toman una importancia trascendental. Batiste seguía imponiendo su fuerza en la "pintura" y "Saras" Jasikevičius conseguía 2 triples para mantener la tensión de los verdes. Por la otra banda, Childress mantenía a los suyos con varias exhibiciones atléticas que enfervorecían a los seguidores del Pireo. Papaloukas y Vujčić le secundaban a la perfección. Panathinaikos, después de una soberbia defensa en la que su rival consumió la posesión de 24 segundos, se procuraba un pequeño cojín con otra canasta de Saras, pero un triple de Bourousis dejaba las espadas en alto para el último envite, 63-66.
Halperin sube el drama con su cesta y coloca a su equipo a 1 punto, pero varias acciones afortunadas del Panathinaikos les encaramó con una ventaja de 8, 65-73, gracias a otro monstruoso mate de Mike Batiste y otros aciertos ofensivos precedentes de muy buenas defensas. Sin embargo, los rojos no se descomponen y reducen la brecha por medio de tiros libres de Halperin, el buen hacer de Vujčić, y un triple de Printezis, 71-76, en el meridiano del último cuarto.
Lynn Greer mantenía a su equipo con numerosos aciertos, entre ellos 3 tiros libres consecutivos, aunque Jasikevičius empezaba a matarles poco a poco con una bandeja primero y, después de un fallo de Vujčić debajo del aro, un triple clamoroso después. Parecía que se empezaba a sellar la victoria verde, pero la estrella Papaloukas y Bourousis ponía más incertidumbre a falta de 02:07, 79-81.
Tiempo muerto de Panathinaikos y en la reanudación Vujčić carga a Batiste con la cuarta falta personal, pero solo aprovecha un tiro libre, 80-81. Después Peković hace lo propio y carga a Vujčić con la cuarta, pero no aprovecha los libres, 80-82. Bourousis empata la contienda a 82 puntos faltando 01:12. A estas alturas, el balón qumaba en las manos de los jugadores y, después de varias imprecisiones, Peković acierta para los suyos y establece el 82-84. Giannakis prepara una jugada, pero los jugadores del Olympiacos no son quién de llevarla a cabo y se juegan la última posesión del partido con un triple fallido de Vujčić, cuyo rebote llega a Josh Childress, que tampoco es capaz de acertar con la cesta rival. Suena la bocina y el Panathinaikos BC estaría en la final después de un partido fratricida.

### Partido por el 3º puesto
| Partido por el 3º Puesto | Olympiacos BC                                                            | 79–95                                  | Regal FC Barcelona                                              | |  |
| 3 de mayo de 2009        | Parciales: 19-26, 11-20, 28-27, 21-22.                                   | Parciales: 19-26, 11-20, 28-27, 21-22. | Parciales: 19-26, 11-20, 28-27, 21-22.                          | |  |
|                          | Estadísticas Lynn Greer, 19 Ioannis Bourousis, 9 Theodoros Papaloukas, 4 | Pts Reb Asts                           | Estadísticas David Andersen, 20 Fran Vázquez, 5 Jaka Lakovič, 5 | Asistencia: 13.238 espectadores Árbitros: Ilija Belosevic, Sasa Pukl, Jakub Zamojski y Fernando Rocha |  |

- - Estadísticas completas:[6]

| Olympiacos BC, 79 | Olympiacos BC, 79      | Olympiacos BC, 79 | Olympiacos BC, 79 | Olympiacos BC, 79 | Olympiacos BC, 79 | Olympiacos BC, 79 | Olympiacos BC, 79 | Olympiacos BC, 79 | Por cuartos: 19+11+28+21 | Por cuartos: 19+11+28+21 | Por cuartos: 19+11+28+21 | Por cuartos: 19+11+28+21 | Por cuartos: 19+11+28+21 | Por cuartos: 19+11+28+21 | Por cuartos: 19+11+28+21 | Por cuartos: 19+11+28+21 | Por cuartos: 19+11+28+21 | Por cuartos: 19+11+28+21 |
|                   |                        |                   |                   |                   |                   |                   |                   |                   |                          |                          |                          |                          |                          |                          |                          |                          |                          |                          |
| N.º               | Jugador                | Min               | Ptos              | T2                | T3                | TC                | TL                | RT                | RD                       | RO                       | As                       | Rb                       | Pr                       | TF                       | TC                       | FC                       | FR                       | Val                      |
| 4                 | Theodoros Papaloukas   | 23:28             | 8                 | 3/7               | 0/1               | 3/8               | 2/2               | -                 | -                        | -                        | 4                        | -                        | 3                        | -                        | -                        | 2                        | 1                        | 3                        |
| 5                 | Michalis Pelekanos *   | 18:13             | 3                 | 1/2               | 0/2               | 1/4               | 1/2               | -                 | -                        | -                        | -                        | 1                        | -                        | 1                        | -                        | 5                        | 1                        | -3                       |
| 7                 | Nikola Vujčić *        | 19:38             | 12                | 4/8               | -                 | 4/8               | 4/4               | 3                 | 3                        | -                        | 3                        | -                        | 1                        | 1                        | -                        | 1                        | 2                        | 15                       |
| 8                 | Igor Milošević         | 05:24             | -                 | -                 | -                 | -                 | -                 | -                 | -                        | -                        | -                        | 1                        | -                        | -                        | -                        | -                        | -                        | 1                        |
| 9                 | Ioannis Bourousis      | 25:13             | 17                | 7/8               | 1/3               | 8/11              | 0/2               | 9                 | 7                        | 2                        | 2                        | -                        | -                        | -                        | -                        | 4                        | 4                        | 23                       |
| 10                | Yotam Halperin *       | 15:39             | -                 | -                 | 0/2               | 0/2               | -                 | -                 | -                        | -                        | 1                        | 2                        | -                        | -                        | -                        | 2                        | 1                        | -                        |
| 11                | Lynn Greer             | 32:07             | 19                | 3/6               | 2/4               | 5/10              | 7/8               | 3                 | 3                        | -                        | 2                        | 1                        | 3                        | -                        | -                        | 2                        | 4                        | 18                       |
| 14                | Ian Vougioukas         | 01:38             | -                 | 0/1               | -                 | 0/1               | -                 | -                 | -                        | -                        | -                        | -                        | -                        | -                        | -                        | -                        | -                        | -1                       |
| 16                | Georgios Printezis *   | 10:03             | 4                 | 2/3               | -                 | 2/3               | -                 | -                 | -                        | -                        | -                        | -                        | 1                        | -                        | -                        | 4                        | -                        | -2                       |
| 17                | Zoran Erceg            | 23:28             | 11                | 4/6               | -                 | 4/6               | 3/4               | 5                 | 3                        | 2                        | 1                        | 2                        | -                        | -                        | 1                        | 3                        | 6                        | 18                       |
| 18                | Miloš Teodosić *       | 25:09             | 5                 | 1/2               | 1/2               | 2/4               | -                 | 1                 | 1                        | -                        | 2                        | -                        | -                        | -                        | -                        | 2                        | 4                        | 8                        |
| 21                | Sofoklis Schortsanitis | NJ                | -                 |                   |                   |                   |                   |                   |                          |                          |                          |                          |                          |                          |                          |                          |                          |                          |
|                   | Equipo                 |                   |                   |                   |                   |                   |                   | 1                 |                          | 1                        |                          |                          |                          |                          |                          |                          | 1                        |                          |
|                   | TOTALES                | 200:00            | 79                | 25/43             | 04/14             | 29/57             | 17/22             | 22                | 17                       | 05                       | 15                       | 07                       | 08                       | 2                        | 1                        | 25                       | 23                       | 81                       |

| Regal FC Barcelona, 95 | Regal FC Barcelona, 95 | Regal FC Barcelona, 95 | Regal FC Barcelona, 95 | Regal FC Barcelona, 95 | Regal FC Barcelona, 95 | Regal FC Barcelona, 95 | Regal FC Barcelona, 95 | Regal FC Barcelona, 95 | Por cuartos: 26+20+27+22 | Por cuartos: 26+20+27+22 | Por cuartos: 26+20+27+22 | Por cuartos: 26+20+27+22 | Por cuartos: 26+20+27+22 | Por cuartos: 26+20+27+22 | Por cuartos: 26+20+27+22 | Por cuartos: 26+20+27+22 | Por cuartos: 26+20+27+22 | Por cuartos: 26+20+27+22 |
|                        |                        |                        |                        |                        |                        |                        |                        |                        |                          |                          |                          |                          |                          |                          |                          |                          |                          |                          |
| N.º                    | Jugador                | Min                    | Ptos                   | T2                     | T3                     | TC                     | TL                     | RT                     | RD                       | RO                       | As                       | Rb                       | Pr                       | TF                       | TC                       | FC                       | FR                       | Val                      |
| 5                      | Gianluca Basile        | 15:36                  | 3                      | -                      | 1/1                    | 1/1                    | -                      | 2                      | 2                        | -                        | -                        | 1                        | -                        | -                        | -                        | -                        | -                        | 6                        |
| 6                      | Andre Barrett          | 11:06                  | 4                      | 1/2                    | 0/1                    | 1/3                    | 2/2                    | 1                      | 1                        | -                        | 2                        | -                        | 1                        | -                        | 1                        | 2                        | 1                        | 2                        |
| 8                      | Jordi Trías            | 13:58                  | 5                      | 2/2                    | -                      | 2/2                    | 1/2                    | 4                      | 3                        | 1                        | 1                        | -                        | 2                        | 1                        | -                        | 2                        | 4                        | 10                       |
| 9                      | Luboš Bartoň *         | 15:41                  | 6                      | 1/2                    | 1/1                    | 2/3                    | 1/1                    | 2                      | -                        | 2                        | -                        | -                        | -                        | -                        | -                        | -                        | 1                        | 8                        |
| 10                     | Jaka Lakovič *         | 18:39                  | 14                     | 2/3                    | 2/4                    | 4/7                    | 4/4                    | 2                      | 1                        | 1                        | 5                        | -                        | 1                        | -                        | -                        | 4                        | 2                        | 15                       |
| 11                     | Juan Carlos Navarro *  | 30:03                  | 14                     | 2/6                    | 1/8                    | 3/14                   | 7/7                    | 1                      | 1                        | -                        | 3                        | -                        | 2                        | -                        | 1                        | -                        | 6                        | 10                       |
| 13                     | David Andersen *       | 25:56                  | 20                     | 5/7                    | 3/5                    | 8/12                   | 1/2                    | 4                      | 3                        | 1                        | -                        | -                        | 2                        | -                        | -                        | 2                        | 1                        | 16                       |
| 17                     | Fran Vázquez           | 12:37                  | 3                      | 1/2                    | -                      | 1/2                    | 1/2                    | 5                      | 4                        | 1                        | -                        | -                        | -                        | -                        | -                        | 2                        | 1                        | 5                        |
| 21                     | Ersan Ilyasova         | 10:10                  | 7                      | 3/3                    | 0/1                    | 3/4                    | 1/2                    | 3                      | 2                        | 1                        | -                        | -                        | 1                        | -                        | -                        | 4                        | 2                        | 5                        |
| 24                     | Víctor Sada            | 17:24                  | 4                      | 1/2                    | -                      | 1/2                    | 2/2                    | 4                      | 3                        | 1                        | 3                        | 2                        | 1                        | -                        | -                        | 2                        | 2                        | 11                       |
| 25                     | Daniel Santiago *      | 17:19                  | 10                     | 4/4                    | -                      | 4/4                    | 2/4                    | 3                      | 3                        | -                        | -                        | 1                        | -                        | -                        | -                        | 2                        | 1                        | 7                        |
| 44                     | Roger Grimau           | 11:31                  | 5                      | 1/1                    | 1/1                    | 2/2                    | -                      | 2                      | 1                        | 1                        | 1                        | -                        | -                        | -                        | -                        | 2                        | 1                        | 7                        |
|                        | Equipo                 |                        |                        |                        |                        |                        |                        | 1                      |                          | 1                        |                          |                          |                          |                          |                          |                          |                          | 1                        |
|                        | TOTALES                | 200:00                 | 95                     | 23/34                  | 09/22                  | 32/56                  | 22/28                  | 34                     | 24                       | 10                       | 15                       | 4                        | 10                       | 1                        | 2                        | 23                       | 25                       | 109                      |

- - Crónica:

El preparador griego aprovechó para sacar un quinteto inusual para realizar una defensa en zona, con Michalis Pelekanos y Miloš Teodosić en labores sacrificadas. El Regal FC Barcelona empezó la contienda más concentrado y acaparó las primeras ventajas, 2-7. Vujčić y el propio Teodosić mantenían ofensivamente a su equipo pero el dinamismo de los jugadores exteriores del Barcelona les colocaba siempre en cabeza, 4-12 y después, 9-19. El entrenador de Olympiacos decide cambiar su defensa a unas marcas individuales y, después de aparecer el poder anotador de Lynn Greer, se recomponen después de un parcial favorable de 8-0. Con la ayuda de Papaloukas, el acoso llega al 19-22, pero con un último estirón con canastas de Ersan Ilyasova y Sada, el equipo español alcanza el 19-26, tras los 10 primeros minutos.
En el segundo cuarto, Xavi Pascual decide la fórmula interior de Ilyasova más Fran Vázquez y su dominio se traduce en un estirón en el marcador hasta el 19-33. Olympiacos no encontraba buenas selecciones de tiro y veía como el partido se le marchaba de entre las manos con el paso de las jugadas. Una "bomba" de Navarro, complementada con una bandeja de Trías, llevaba el parcial hasta un demoledor 0-15. Cuando Printezis acertó con un semi-gancho, el luminoso rezaba un claro 21-40. Después de este vendaval de juego, el FC Barcelona se dejó llevar y el equipo griego lo aprovechó para endosar un parcial de 8-0, con triple de Greer y canastas de Vujčić, que dejaban un marcador de 30-46 en el descanso.
Durante el tercer cuarto, la diferencia en el marcador se mantuvo en los mismos niveles, algunos jugadores griegos empezaron a tener problemas de faltas como Printezis, Pelekanos o Bourousis, que les hizo estar mucho tiempo en el banco y no poder aportar lo suficiente. Mientras, el preparador español, aprovechaba para repartir mucho los minutos de juego para todos los jugadores, incluso los no habituales. 58-73, a los 30 minutos de juego.
En el tramo final, el Olympiacos necesitaba entrar en el juego lo más rápido posible, pero no encontraba su ritmo de puntuación desde ya el segundo cuarto. A su vez, el Regal Barcelona mantenía su ritmo y enterraba todos los intentos de reacción del equipo heleno. Algunas jugadas meritorias acercaron al Olympiacos a 65-77, con 8 minutos por delante, pero nunca fueron suficiente para ganarle al Barça. Los marcadores se estabilizaron en 70-85 y 75-91, hasta llegar al rotundo 79-95.
El Regal FC Barcelona logró un prestigioso tercer lugar en la edición 2009 de la Euroliga.

### Gran final
| GRAN FINAL        | Panathinaikos BC                                                              | 73–71                                  | PBC CSKA Moscú                                               | |  |
| 3 de mayo de 2009 | Parciales: 21-16, 27-12, 08-18, 17-25.                                        | Parciales: 21-16, 27-12, 08-18, 17-25. | Parciales: 21-16, 27-12, 08-18, 17-25.                       | |  |
|                   | Estadísticas Spanoulis y Fotsis, 13 Antonis Fotsis, 8 Šarūnas Jasikevičius, 4 | Pts Reb Asts                           | Estadísticas J.R. Holden, 14 Matjaž Smodiš, 9 J.R. Holden, 4 | Asistencia: 13.238 espectadores Árbitros: Romualdas Brazauskas, Juan Carlos Arteaga, Shmuel Bachar y Fernando Rocha |  |

- - Estadísticas completas:[7]

| Panathinaikos BC, 73 | Panathinaikos BC, 73  | Panathinaikos BC, 73 | Panathinaikos BC, 73 | Panathinaikos BC, 73 | Panathinaikos BC, 73 | Panathinaikos BC, 73 | Panathinaikos BC, 73 | Panathinaikos BC, 73 | Por cuartos: 21+27+8+17 | Por cuartos: 21+27+8+17 | Por cuartos: 21+27+8+17 | Por cuartos: 21+27+8+17 | Por cuartos: 21+27+8+17 | Por cuartos: 21+27+8+17 | Por cuartos: 21+27+8+17 | Por cuartos: 21+27+8+17 | Por cuartos: 21+27+8+17 | Por cuartos: 21+27+8+17 |
|                      |                       |                      |                      |                      |                      |                      |                      |                      |                         |                         |                         |                         |                         |                         |                         |                         |                         |                         |
| N.º                  | Jugador               | Min                  | Ptos                 | T2                   | T3                   | TC                   | TL                   | RT                   | RD                      | RO                      | As                      | Rb                      | Pr                      | TF                      | TC                      | FC                      | FR                      | Val                     |
| 5                    | Dušan Kecman          | NJ                   | -                    |                      |                      |                      |                      |                      |                         |                         |                         |                         |                         |                         |                         |                         |                         |                         |
| 6                    | Vasileios Spanoulis * | 23:07                | 13                   | 2/5                  | 3/5                  | 5/10                 | 3/5                  | -                    | -                       | -                       | -                       | -                       | 1                       | -                       | -                       | 3                       | 1                       | 5                       |
| 7                    | Stratos Perperoglou * | 20:26                | 6                    | 1/2                  | 1/3                  | 2/5                  | 1/2                  | 2                    | 2                       | -                       | 2                       | -                       | -                       | -                       | -                       | 2                       | 2                       | 6                       |
| 8                    | Mike Batiste          | 25:04                | 6                    | 1/2                  | -                    | 1/2                  | 4/4                  | 4                    | 3                       | 1                       | -                       | -                       | 2                       | -                       | -                       | 2                       | 5                       | 10                      |
| 9                    | Antonis Fotsis *      | 29:07                | 13                   | 1/4                  | 3/6                  | 4/10                 | 2/2                  | 8                    | 5                       | 3                       | 1                       | -                       | 1                       | -                       | -                       | 5                       | 2                       | 12                      |
| 10                   | Nikos Hatzivrettas    | NJ                   | -                    |                      |                      |                      |                      |                      |                         |                         |                         |                         |                         |                         |                         |                         |                         |                         |
| 11                   | Drew Nicholas *       | 29:41                | 7                    | 2/3                  | 1/4                  | 3/7                  | -                    | 1                    | 1                       | -                       | 1                       | -                       | -                       | -                       | -                       | 3                       | 1                       | 3                       |
| 12                   | Kostas Tsartsaris     | 09:57                | 2                    | 1/1                  | 0/1                  | 1/2                  | -                    | 1                    | 1                       | -                       | -                       | -                       | -                       | 1                       | -                       | 5                       | -                       | -2                      |
| 13                   | Dimitris Diamantidis  | 27:11                | 10                   | 1/2                  | 2/3                  | 3/5                  | 2/2                  | 4                    | 3                       | 1                       | 3                       | 1                       | 2                       | -                       | -                       | 2                       | 2                       | 14                      |
| 14                   | Nikola Peković *      | 15:08                | 6                    | 1/3                  | -                    | 1/3                  | 4/4                  | 2                    | -                       | 2                       | -                       | -                       | 6                       | 1                       | 1                       | 3                       | 5                       | 2                       |
| 15                   | Dušan Šakota          | NJ                   | -                    |                      |                      |                      |                      |                      |                         |                         |                         |                         |                         |                         |                         |                         |                         |                         |
| 19                   | Šarūnas Jasikevičius  | 20:19                | 10                   | 0/1                  | 3/5                  | 3/6                  | 1/2                  | 4                    | 3                       | 1                       | 4                       | 1                       | 2                       | -                       | -                       | 2                       | 1                       | 12                      |
|                      | Equipo                |                      |                      |                      |                      |                      |                      |                      |                         |                         |                         |                         |                         |                         |                         |                         |                         |                         |
|                      | TOTALES               | 200:00               | 73                   | 10/23                | 13/27                | 23/50                | 14/16                | 26                   | 18                      | 8                       | 11                      | 2                       | 14                      | 2                       | 1                       | 27                      | 19                      | 62                      |

| PBC CSKA Moscú, 71 | PBC CSKA Moscú, 71   | PBC CSKA Moscú, 71 | PBC CSKA Moscú, 71 | PBC CSKA Moscú, 71 | PBC CSKA Moscú, 71 | PBC CSKA Moscú, 71 | PBC CSKA Moscú, 71 | PBC CSKA Moscú, 71 | Por cuartos: 16+12+18+25 | Por cuartos: 16+12+18+25 | Por cuartos: 16+12+18+25 | Por cuartos: 16+12+18+25 | Por cuartos: 16+12+18+25 | Por cuartos: 16+12+18+25 | Por cuartos: 16+12+18+25 | Por cuartos: 16+12+18+25 | Por cuartos: 16+12+18+25 | Por cuartos: 16+12+18+25 |
|                    |                      |                    |                    |                    |                    |                    |                    |                    |                          |                          |                          |                          |                          |                          |                          |                          |                          |                          |
| N.º                | Jugador              | Min                | Ptos               | T2                 | T3                 | TC                 | TL                 | RT                 | RD                       | RO                       | As                       | Rb                       | Pr                       | TF                       | TC                       | FC                       | FR                       | Val                      |
| 6                  | Nikos Zisis          | 01:38              | -                  | -                  | -                  | -                  | -                  | -                  | -                        | -                        | -                        | -                        | 1                        | -                        | -                        | -                        | -                        | -1                       |
| 7                  | Victor Keyru         | NJ                 | -                  |                    |                    |                    |                    |                    |                          |                          |                          |                          |                          |                          |                          |                          |                          |                          |
| 8                  | Matjaž Smodiš *      | 29:49              | 9                  | 2/6                | 1/4                | 3/10               | 2/4                | 9                  | 5                        | 4                        | -                        | -                        | -                        | -                        | -                        | 3                        | 6                        | 12                       |
| 9                  | Ramūnas Šiškauskas   | 28:15              | 13                 | 2/4                | 2/6                | 4/10               | 3/6                | -                  | -                        | 0                        | -                        | 1                        | 2                        | -                        | -                        | 1                        | 5                        | 7                        |
| 10                 | John Robert Holden * | 29:40              | 14                 | 5/7                | 0/1                | 5/8                | 4/4                | 1                  | 1                        | -                        | 4                        | 1                        | -                        | -                        | -                        | 2                        | 5                        | 20                       |
| 12                 | Erazem Lorbek *      | 15:53              | 5                  | 2/5                | -                  | 2/5                | 1/2                | 1                  | 1                        | -                        | -                        | -                        | -                        | -                        | 2                        | 2                        | 1                        | -1                       |
| 20                 | Andrey Vorontsevich  | NJ                 | -                  |                    |                    |                    |                    |                    |                          |                          |                          |                          |                          |                          |                          |                          |                          |                          |
| 21                 | Trajan Langdon *     | 31:36              | 13                 | 2/6                | 1/2                | 3/8                | 6/6                | 4                  | 3                        | 1                        | 1                        | -                        | -                        | -                        | -                        | 3                        | 3                        | 13                       |
| 24                 | Sasha Kaun           | 12:59              | 3                  | 1/1                | -                  | 1/1                | 1/2                | 3                  | 2                        | 1                        | -                        | -                        | 2                        | -                        | -                        | 1                        | 1                        | 3                        |
| 31                 | Viktor Khryapa *     | 23:20              | 9                  | 2/3                | 1/3                | 3/6                | 2/4                | 7                  | 2                        | 5                        | 1                        | 2                        | -                        | -                        | -                        | 5                        | 4                        | 13                       |
| 34                 | Zoran Planinić       | 16:52              | 5                  | 2/3                | -                  | 2/3                | 1/2                | 3                  | 2                        | 1                        | 1                        | 1                        | -                        | -                        | -                        | 2                        | 2                        | 8                        |
| 44                 | Terence Morris       | 09:58              | -                  | -                  | -                  | -                  | -                  | -                  | -                        | -                        | -                        | -                        | 1                        | 1                        | -                        | 1                        | -                        | -1                       |
|                    | Equipo               |                    |                    |                    |                    |                    |                    |                    |                          |                          |                          |                          | 1                        |                          |                          |                          |                          | -1                       |
|                    | TOTALES              | 200:00             | 71                 | 18/35              | 05/16              | 23/51              | 20/30              | 28                 | 16                       | 12                       | 7                        | 5                        | 7                        | 1                        | 2                        | 20                       | 27                       | 72                       |

- - Crónica:

Panathinaikos gana el salto inicial pero el CSKA Moscú mantiene el control en los primeros compases del partido gracias al perfecto ritmo marcado por su base ruso-americano, Holden, secundado por buenas acciones tanto de Erazem Lorbek como de Khryapa, pero con un triple de Spanoulis, que enciende la grada helena, el Panathinaikos BC se acerca a 9-12. Messina realiza entonces su primera oleada de cambios: Šiškauskas, el artillero por excelencia del equipo, y Kaun, buen dominador de las zonas, salen a escena. Ello no influye en que el equipo griego toma sus primeras ventajas debido a cestas de su americano Drew Nicholas y de Nikola Peković. Incluso llegan a obtener un parcial de 10-0, después de una falta antideportiva de los rusos, para colocar el luminoso en franquicia por 17-12.
Messina pide un tiempo muerto para retomar el control pero antes, Kaun despierta ligeramente a los suyos con un espléndido mate. Después, varios intercambios de canastas dejan el marcador en 21-16 para los "verdes" del Panathinaikos al término del cuarto de apertura.
En el segundo cuarto llega la gran "pájara" del CSKA de Moscú. Diamantidis sale en este período y consigue sus primeros puntos, Matjaž Smodiš mantiene cerca a los rusos, pero dos triples consecutivos, de Diamantidis y de "Saras" Jasikevičius, más otra canasta del americano Nicholas, otorgan la primera renta seria para los griegos, 31-19. Tiempo muerto del CSKA. El ala-pívot, Tsartsaris, urgó aún más en la herida y fue Holden quién cortó la "sangría" a la que se estaban viendo sometidos, 10-0 de parcial. Pero Diamantidis volvió a golpear a los rusos con otro triple, seguido de otro triple más de Fotsis, como respuesta a una trabajadísima canasta de Šiškauskas.
El equipo ruso estaba noqueado completamente y era incapaz de doblegar a la defensa helena, de hecho, antes de terminar el segundo cuarto, Spanoulis acertó con otro triple y Jasikevičius con otro más. Holden, tirando de orgullo, consiguió una bandeja recorriendo todo el campo, a lo que el equipo verde contestó con el enésimo triple. Esta vez del americano Nicholas. Panathinaikos había barrido literalmente de la pista a los rusos. El marcador señalaba, al descanso, un escandaloso 48-28, impropio de una final de Euroliga. La sensación general era que el partido no tenía más vida que la de que los "verdes" dejasen pasar los minutos en la segunda parte para ser campeones. El CSKA no tenía aliento para levantarse.
Apenas comenzada la segunda mitad, Šarūnas Jasikevičius clava otra canasta triple, el octavo consecutivo de los griegos. La diferencia es entonces de 23 puntos en favor del Panathinaikos BC. El equipo ruso se intenta equilibrar como puede y consigue 3 faltas defensivas en sendos ataques y, gracias a tiros libres de Trajan Langdon, recortan 5 puntos, 51-33.
En este momento, los helenos pecan de cierta relajación, añadida a la reacción a la desesperada del quinteto moscovita, se produce un parcial de 0-10, de la mano de 7 puntos de Langdon. Se colocan a 13 puntos, 56-43. Tiempo muerto de Želimir Obradović.
En los momentos finales, tiros libres de Zoran Planinić y de Khryapa dejan el marcador en 56-46. El equipo del Panathinaikos consigue recortar la mitad de la desventaja, cuando queda por jugar el último y decisivo cuarto.
La defensa del CSKA Moscú sigue ganando en intensidad y empieza a doblegar al ataque heleno. Tsartsaris comete una falta antes de que el balón se ponga en juego y Smodiš corona el rotundo parcial de 0-17 con tiros libres, 56-50.
El elegante alero Perperoglou hace un estirón para su equipo, secundado por un triple de Fotsis, que le dan un aire vital, 62-52. El CSKA viene embalado ahora, y varias canastas de Planinić, Holden y un triple de Šiškauskas, sólo contestado por otro de Perperoglou, recortan aún más la desventaja, 65-60, con tres minutos de juego por delante.
La segunda parte parece la inversa de la primera. Es ahora cuando el Panathinaikos está desarbolado por el juego ruso y no son capaces de encontrar su ritmo de juego. El miedo aparece en escena. Después de varios espesos intercambios de canastas, un triple de Matjaž Smodiš sube el 70-66. Después de una buena defensa de Holden sobre Spanoulis, una acción de Khryapa carga con la 5ª falta de Fotsis, y por ende su eliminación, pero no aprovecha ningún tiro libre. Faltan 40,9 segundos de encuentro. Pero a Panathinaikos, le señalan violación de 8 segundos y pierde la pelota. Ramūnas Šiškauskas clava un certero triple para endosarle el drama definitivo, 70-69, a falta de 26 segundos.
Resta tiempo para una sola posesión eficaz y el CSKA termina realizando falta. Dimitris Diamantidis se va a la línea de libre y convierte los 2, 72-69. Quedan 10,4 segundos. Tiempo muerto de Messina para elaborar una jugada ganadora.
Šiškauskas es objeto de una falta táctica, antes de que pueda conseguir una cesta triple y pueda empatar el partido. Así, el Panathinaikos sólo concede 2 puntos, como mucho. El alero lituano no falla ningún tiro libre. 8,5 segundos y 72-71 en el luminoso. Tiempo muerto ahora de Želimir Obradović.
El CSKA decide realizar una falta rápida para que no corra el tiempo. "Saras" Jasikevičius ha sido el jugador objeto de la falta. En un principio parece una mala elección porque el escolta lituano ostenta un 90% de acierto en los lanzamientos libres. Pero la épica entra en escena otra vez. Falla el primero y sólo consigue encestar el segundo, 73-71.
5,8 segundos de partido. Un nuevo tiempo muerto de Messina para buscar una obra de magia del mejor artillero ruso, Šiškauskas. El equipo ruso pone en juego el balón desde el medio del campo. Le llega directamente a Šiškauskas que se juega un 1 contra 1 contra su defensor, Nicholas, con mucho espacio y sin apenas ayudas defensivas. Realiza un pivote de protección y lanza de tres puntos al acabar el giro. El balón golpea la parte posterior del aro y sale rebotado. No hay tiempo para nada más.
La gloria ha decidido quedarse con los griegos. El actual campeón ha caído. Así, Panathinaikos BC consigue su 5º título de Euroliga y Želimir Obradović, su entrenador, el octavo de su carrera, con 4 equipos diferentes.

## Estadísticas acumuladas de la Final Four
|    | Máximos Anotadores    | Máximos Reboteadores                 | Máximos Asistentes                       | Máximas Valoraciones |
| -- | --------------------- | ------------------------------------ | ---------------------------------------- | -------------------- |
| 1º | Andersen (FCB), 44    | Khryapa (CSKA) y Bourousis (OLY), 16 | Lakovič (FCB), 10                        | Greer (OLY), 46      |
| 2º | Šiškauskas (CSKA), 42 | Fotsis (PAN), 14                     | Jasikevičius (PAN) y Papaloukas (OLY), 9 | Andersen (FCB), 43   |
| 3º | Greer (OLY), 37       | Smodiš (CSKA), 12                    | Holden (CSKA), 8                         | Langdon (CSKA), 39   |

NOTA: Vasileios Spanoulis, elegido como MVP de la Final Four, ocupa el 11º lugar en la clasificación de Máximas Valoraciones, con 22 puntos.